# Ford Conquistador
Der Ford Conquistador ist ein Pkw-Modell der oberen Mittelklasse, das in zwei Generationen hergestellt wurde. Hersteller war Consorcio Inversionista Fabril aus Barcelona, Venezuela. Die Modellgenerationen des Conquistador entsprachen folgenden US-Modellen:

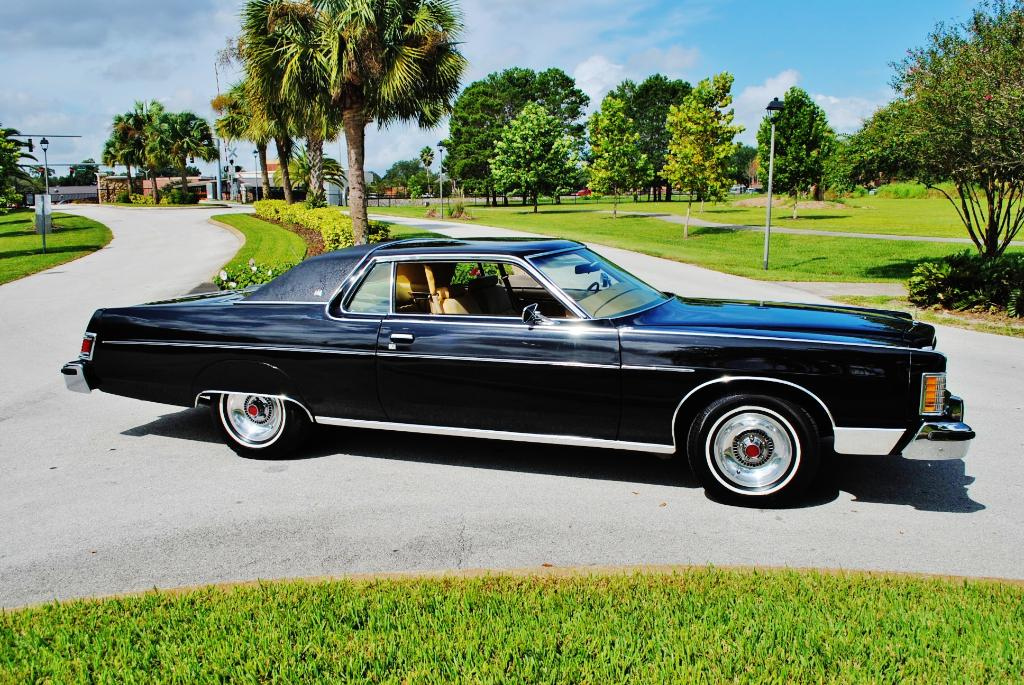
Mercury Marquis 1. Generation 1978 bis 1984
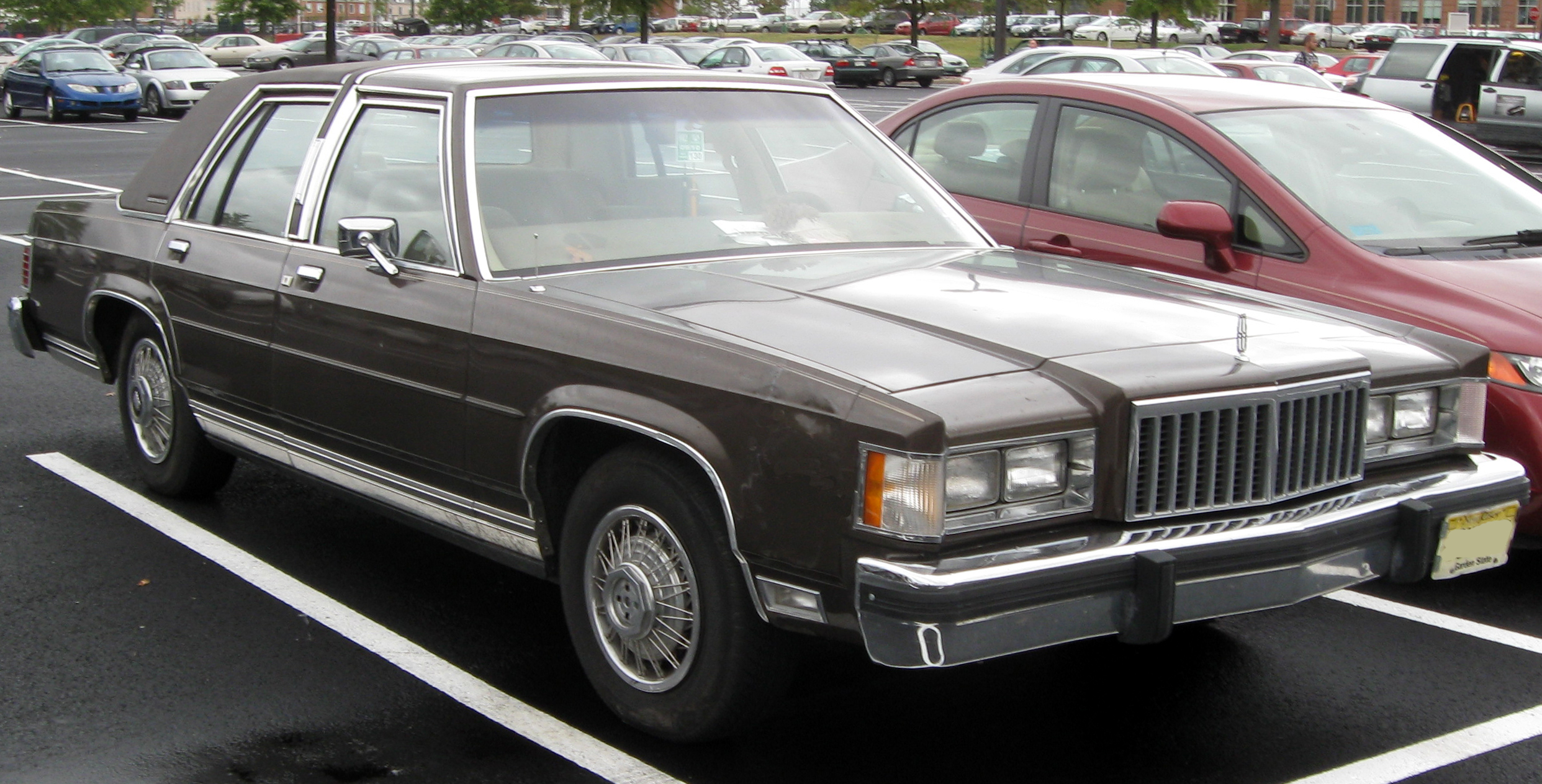
Mercury Grand Marquis 2. Generation 1984 bis 1989